# Cojoba filipes
Cojoba filipes é uma árvore nativa das Antilhas pertencente ao gênero Cojoba.